# Macrostylophora paoshanensis
Macrostylophora paoshanensis är en loppart som beskrevs av Li Kueichen et Yan Xuchaun 1980. Macrostylophora paoshanensis ingår i släktet Macrostylophora och familjen fågelloppor. Inga underarter finns listade i Catalogue of Life.